# No Mercy, No Fear
No Mercy, No Fear è il secondo mixtape del rapper statunitense 50 Cent realizzato con il gruppo G-Unit e pubblicato nel 2002.

## Tracce
1. MTV Intro – 0:53
2. Green Lantern – 1:36
3. Elementary (feat. Scarlett) – 3:37
4. Fat Bitch – 3:28
5. Banks Victory – 3:29
6. Back Seat/Tony Yayo – 3:03
7. After My Chedda – 2:50
8. Soldier – 3:43
9. E.M.S. – 1:35
10. G-Unit Skit – 0:42
11. Say What You Say – 4:03
12. Clue Shit – 2:50
13. Funk Flex – 2:04
14. Whoo Kid – 2:42
15. Scarlet Skit – 1:20
16. Part 2 & Bump Heads – 3:41
17. G-Unit/U.T.P. – 3:41
18. Wanksta – 3:44
19. Star & Buc Outro – 1:35